# Les Piliers de la Terre
Pour les articles homonymes, voir Les Piliers de la terre (homonymie).
 (décembre 2012).
Si vous disposez d'ouvrages ou d'articles de référence ou si vous connaissez des sites web de qualité traitant du thème abordé ici, merci de compléter l'article en donnant les références utiles à sa vérifiabilité et en les liant à la section « Notes et références ».
Les Piliers de la Terre (titre original : The Pillars of the Earth) est un roman historique de Ken Follett, écrit en 1989, et publié en français en 1990.
L'action se situe dans l'Angleterre du XIIe siècle et tourne autour de la construction d'une cathédrale par le prieur du village (fictif) de Kingsbridge. L'intrigue couvre une période allant du naufrage de la Blanche-Nef (traduit en anglais par White Ship) en 1120, qui laissa la couronne d'Angleterre sans héritier et eut pour conséquence la guerre civile, jusqu'à l'assassinat de l'archevêque Thomas Becket dans la cathédrale de Canterbury en 1170. Elle mêle les tensions entre la monarchie et l'Église, convoitant mutuellement le pouvoir, les rivalités familiales et amoureuses entre des personnages issus de couches sociales très différentes, allant du hors-la-loi au comte en passant par l'artisan. Le roman bénéficie manifestement de recherches approfondies effectuées par l'auteur sur l'histoire du royaume d’Angleterre et le développement de l'architecture gothique.
Deux suites, intitulées Un monde sans fin (World Without End) et Une colonne de feu (A Column of Fire), sont parues en 2008 et 2017. Le Crépuscule et l'Aube (The Evening and the Morning), une préquelle aux trois autres romans de la série Les Piliers de la Terre, est parue en 2020. Les Piliers de la Terre a été vendu à 27 millions d'exemplaires à travers le monde, ce qui en fait un succès de librairie.

## Synopsis
| \| Gloucester Winchester Salisbury Exeter Kingsbridge Shiring Earlcastle St-John \| Localisation des principaux lieux traversés dans le Sud-Ouest de l'Angleterre (en italique les lieux imaginaires du récit) |
| Gloucester Winchester Salisbury Exeter Kingsbridge Shiring Earlcastle St-John |

Le prologue, situé en 1123, met en scène la pendaison d'un jeune homme roux, accusé de vol. À l'issue de l'exécution, une jeune fille enceinte, ayant assisté à la scène, écœurée par cette injustice, maudit alors le chevalier, le moine et le prêtre ayant condamné le pendu, et s'enfuit.
Première partie 1135-1136
L'histoire démarre par les péripéties d'une famille de bâtisseurs (Tom, son épouse Agnès, son fils Alfred et sa fille Martha). Tom le Bâtisseur est un maçon pauvre, mais respectable, qui travaille à la construction d’une nouvelle maison pour le jeune propriétaire terrien William Hamleigh, que ses parents espèrent marier à dame Aliena, fille du comte de Shiring, dans le Wiltshire. Mais Aliena le repousse et William, jeune homme impétueux et égoïste, interrompt avec rage les travaux. Les ouvriers se retrouvent licenciés, à la fin de l’été et Tom et sa famille n’ont d’autre choix que de prendre la route pour chercher du travail. Ils parcourent le sud de l'Angleterre dans l'espoir de trouver un chantier, idéalement pour construire une église ou une cathédrale, rêve de Tom depuis qu'il a assisté le maître bâtisseur d'une cathédrale, quelques années auparavant. Toujours sur les routes en hiver, après avoir été attaqués par des brigands, Tom et sa famille rencontrent dans la forêt (en bordure de Chute Forest) Ellen, une jeune femme éduquée vivant en hors-la-loi dans la forêt avec son fils Jack et que l'on reconnaît à la description et au récit qu'elle fait de sa vie, être la femme qui avait maudit les accusateurs du voleur roux lors de la pendaison racontée en prologue. Peu après, l’épouse de Tom, Agnès, meurt dans la forêt après avoir donné naissance à leur troisième enfant, un fils. Tom ne peut pas nourrir le bébé et le laisse sur la tombe de sa mère, emmenant avec lui ses autres enfants. Mais pris de remords, Tom fait demi-tour. Le bébé a disparu, emporté par un prêtre, Francis, qui l'a emmené dans le monastère où il se dirigeait pour rendre visite à son frère, Philip, qui en est le moine dirigeant (prieur) de la communauté religieuse de Saint-John-de-la-Forêt. Jack qui avait entendu les pleurs du bébé, a été témoin de cet événement et Tom et Ellen vont vérifier au monastère que le bébé est bien sain et sauf. Rassurés sur ce point, Ellen convainc Tom de ne pas récupérer son fils car il sera mieux nourri avec les moines que dans sa famille à l'avenir incertain. Tombée amoureuse de Tom, Ellen décide de le suivre avec son fils Jack. Alfred est immédiatement hostile à Jack, dont il envie les connaissances. Contrairement à lui, Jack a appris à lire et est intelligent. Quelques semaines plus tard, leur chemin de famine et de pauvreté les mène au monastère de Kingsbridge dont le prieur vient de mourir pour être remplacé par Philip qui, jeune et énergique, essaie de reprendre en main la discipline et les finances du monastère mais n'a pas encore les moyens de donner du travail à Tom pour réparer la vieille cathédrale. Pendant la nuit que la famille passe à Kingsbridge en profitant de l'hospitalité des moines, Jack fait partir un incendie qui détruit complètement la cathédrale. Tom fait preuve de beaucoup de bon sens et d'initiative pendant l'incendie et dans les semaines qui suivent pour déblayer le terrain et finit par convaincre Philip de l'embaucher comme maître bâtisseur d'une nouvelle cathédrale; dans un premier temps, à crédit.

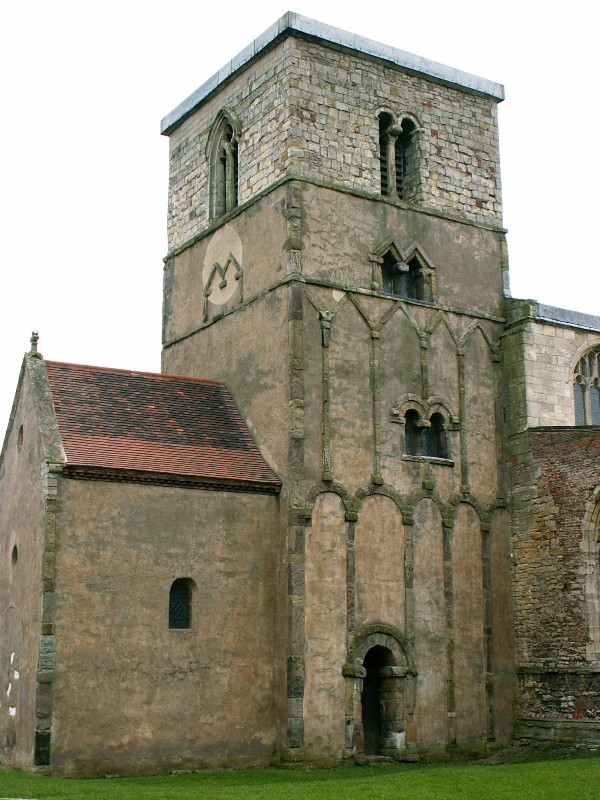
Église Saint-Pierre de Barton-upon-Humber, d'architecture anglo-saxonne, similaire à l'église initiale.

Le prêtre Francis, le frère de Philip, est le secrétaire de Robert, comte de Gloucester et fils bâtard du roi Henri. Henri avait demandé avant sa mort aux barons d’Angleterre, y compris Robert, Étienne de Blois (Stephen, de son nom anglais, dans la traduction française), et Bartholomew, comte de Shiring, de soutenir l’accession au trône de sa fille, Mathilde l’Emperesse (appelée ici impératrice Maud). À la mort d’Henri, cependant, Stephen s’empare du trône. Francis sait que son maître et le comte Bartholomew projettent une insurrection armée contre Stephen et, pensant que Stephen aurait de meilleures relations avec l’Église, il demande à Philip de trouver un moyen de prévenir Stephen, éventuellement par l'entremise de l’évêque de Kingsbridge. Comme il ne peut rencontrer l’évêque, Philip révèle ce secret à son archidiacre, le rusé et ambitieux père Waleran Bigod. Waleran dévoile l’affaire à sir Percy et lady Hamleigh, les parents du jeune William Hamleigh, suggérant qu’ils peuvent s’attirer les faveurs de Stephen en arrêtant le comte Bartholomew avant qu’il ne mette son projet à exécution.
Les Hamleigh, humiliés par le refus d’Aliena d’épouser William, sont trop heureux de pouvoir causer la chute de son père. Ils réussissent à prendre par la ruse le château du comte, qui est arrêté et envoyé à Winchester pour y être jugé.
Deuxième partie 1136-1137

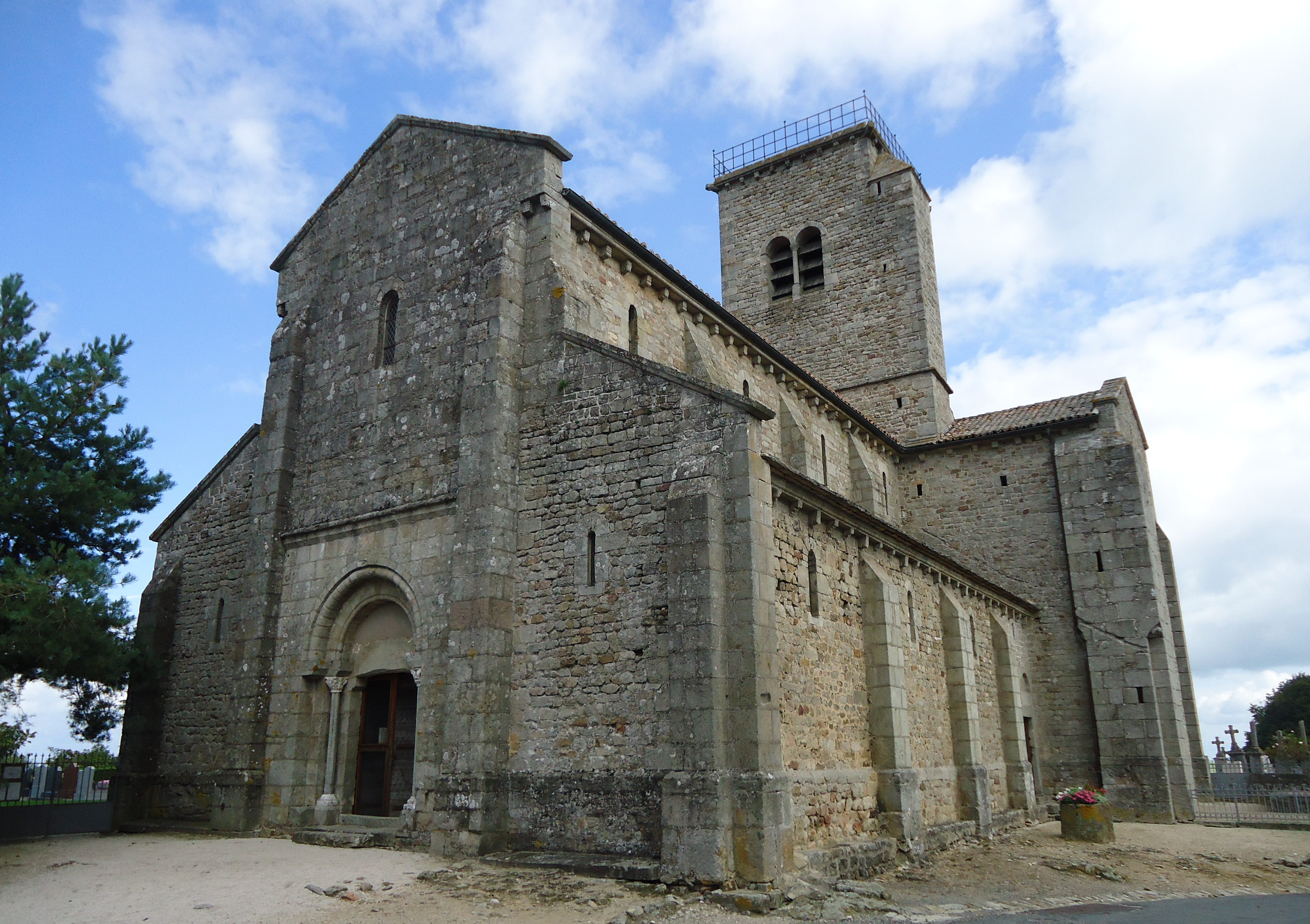
Église Notre-Dame-de-l'Assomption de Gourdon, d'architecture romane, similaire à l'église imaginée par Tom.

Sir Percy est nommé comte de Shiring en récompense de ses actions et le prieur Philip, venu à Winchester demander de l'argent pour construire sa nouvelle cathédrale avec Waleran Bigod (devenu éveque), obtient lui aussi sa récompense en gagnant le droit d'utiliser sans les acheter, les pierres de la carrière située dans le comté de Shiring. Waleran, qui comptait se servir du prieur Philip pour obtenir ces faveurs pour son propre compte afin de se construire un palais, est furieux que le prieur Philip ait déjoué son plan et jure d'empêcher la construction de la cathédrale.
William est envoyé au château pour y préparer l’installation de ses parents. Trouvant Aliena et Richard dans les lieux abandonnés, il tue leur dernier serviteur, viole Aliena et force Richard à regarder son crime. Le frère et la sœur réussissent à s’échapper en volant les chevaux de William et de son serviteur Walter. Aliena parvient à rencontrer son père, le comte Bartholomew, proche de la mort dans sa geôle. Bartholomew demande à Aliena de jurer qu’elle n’aura pas de repos avant que Richard ne devienne comte et récupère les terres de Shiring. Sans le sou et abandonnée de tous avec son petit frère à charge, Aliena envisage de se lancer dans le commerce de la laine et est aidée dans son entreprise par le prieur Philip, qui lui achète sa laine à un prix honnête, ce qui permet à la jeune fille d’acquérir des liquidités pour commencer son commerce. Elle s'installe donc à Kingsbridge où sont aussi installés Ellen et Tom et leurs enfants. Jack tombe amoureux d’Aliena, de 4 ans son aînée.
Troisième partie 1140-1142
L’histoire avance alors de 4 ans. Le prieur Philip a réussi à faire de Kingsbridge une ville prospère, mais la guerre qui fait rage entre Mathilde (Maud) et le roi Étienne (Stephen) limite son développement. Sous la tutelle de Tom, Jack est devenu un talentueux tailleur de pierre et le chantier de la cathédrale avance bien. William Hamleigh et le frère d’Aliena, Richard, combattent tous les deux pour Stephen, notamment lors de la bataille de Lincoln, financés l’un par le comté de Shiring et l’autre par le commerce fructueux d’Aliena. Pendant l’été, Aliena tombe amoureuse de Jack. La rivalité entre Alfred et Jack n’est pas allée en s’atténuant et Tom est contraint de renvoyer l’un d'eux. Jack est renvoyé, mais a l’opportunité de demeurer à Kingsbridge en devenant le contremaître du chantier sous le contrôle de Philip, à condition de devenir moine.
Quand sir Percy meurt, William s’aperçoit que les finances du comté sont au plus bas, en partie parce que le commerce de Kingsbridge empiète sur celui de Shiring. William attaque alors Kingsbridge, brûlant une grande partie de la ville et notamment le commerce d’Aliena. Tom est tué dans l’attaque. Aliena, qui n’a plus de revenus pour financer l’équipement de son frère, est contrainte d'épouser Alfred, devenu un riche maître maçon, en échange de son engagement à payer les dépenses de Richard. Avec l'aide de sa mère, Jack parvient à se sauver du monastère où il était enfermé et essaie de convaincre Aliena de ne pas épouser son demi-frère. Il n'y arrive pas mais ils font l’amour juste avant le mariage et Jack quitte l’Angleterre, le cœur brisé. Ellen maudit le mariage d’Aliena et d’Alfred, ce qui a pour effet de rendre Alfred complètement impuissant avec Aliena.
Quatrième partie 1142-1145
Alfred, devenu maître bâtisseur à la mort de son père, persuade Philip de le laisser remplacer le toit en bois de la cathédrale par une voûte de pierre. Les murs ne sont pas assez solides pour ce projet et une partie de l’église s’effondre, tuant 79 personnes le jour de sa consécration. Dans les ruines, Aliena donne naissance à un bébé dont les cheveux roux ne laissent subsister aucun doute sur l’identité du père. Fou de rage, Alfred la jette dehors. Ellen va trouver Aliena et lui conseille de partir à la recherche de Jack, qui s’était mis en route vers Compostelle pour retrouver des traces de son père, Jack Shareburg. Pendant son pèlerinage, Jack a rencontré des savants et des mathématiciens maures à Tolède et a participé à la construction de la basilique de Saint-Denis près de Paris, ce qui lui a permis d’apprendre à édifier des croisées d’ogives et des ogives. Aliena le retrouve à Saint-Denis. En passant par Cherbourg, Jack apprend que son père venait de cette ville (le nom « Shareburg » étant l’anglicisation de « Cherbourg »), et il y rencontre sa grand-mère, des cousins et des membres de sa famille. Revenant à Kingsbridge avec la statuette d'une Vierge qui pleure, cadeau de ses amis de Tolède, et des dons pour reconstruire la cathédrale, il est nommé maître bâtisseur; malheureusement le prieur Philip ne peut pas unir Jack et Aliena, puisqu'elle est toujours mariée à Alfred. Philip ordonne qu’ils vivent séparés jusqu’à ce que le mariage d’Alfred et d’Aliena soit invalidé, ce qui d’après lui ne devrait pas prendre plus d’un an.
Cinquième partie 1152-1155

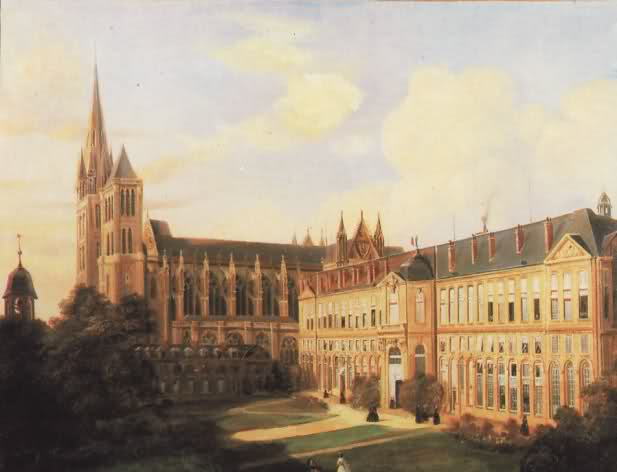
Basilique Saint-Denis, d'architecture gothique, pris comme modèle par Jack.

Sept ans plus tard, l’évêque Waleran Bigod et les Hamleigh forment une équipe décidée à œuvrer pour le déclin de Kingsbridge et l'éviction de Philip et d’Aliena. Ils ont tenté d’édifier une cathédrale à Shiring, mais ont dû abandonner le projet faute de moyens. Jack et Aliena vivent toujours séparés, car Waleran empêche l'archidiocèse de Cambridge de déclarer nul le mariage d’Aliena. Alfred s’est installé à Shiring où il construit des maisons, mais retourne à Kingsbridge, appauvri, quand le travail vient à manquer ; en souvenir de Tom, Jack lui donne un travail à la cathédrale.
Richard a rejoint l’armée du fils de Maud, Henri, comte d’Anjou, et appuie ses prétentions au trône d’Angleterre. Quand Henri envahit l’Angleterre avec son armée, il parvient à un accord avec Stephen : il succédera au roi, et toutes les propriétés du royaume devront revenir à ceux qui les possédaient avant l’avènement de Stephen – y compris le comté de Shiring. Richard, considéré par les habitants de la région comme le « comte légitime », a beaucoup de hors-la-loi (la plupart des paysans chassés), sous sa bannière, mais des forces insuffisantes pour reprendre le château de Shiring tenu par William. Aliena se lie d’amitié avec la jeune épouse de William, Elisabeth, et aide Richard à prendre le château, tenant enfin la promesse faite à son père. Par la suite, Alfred succombe à sa jalousie envers Jack et à sa concupiscence envers Aliena. Il tente de la violer et Richard, qui surprend la tentative de viol, le tue. William Hamleigh, qui est entre-temps devenu shérif de Shiring, veut arrêter Richard mais le prieur Philip obtient de Stephen le pardon de Richard en échange d'un départ pour la croisade. Richard échappe ainsi à William et laisse Aliena diriger le comté. Libérée d’Alfred, elle peut enfin épouser Jack.
De nombreuses années passent. La cathédrale de Kingsbridge est enfin achevée, dans le « style français », et devient connue à travers toute l’Angleterre pour sa beauté. C’est la première cathédrale gothique en Angleterre. Jack a résolu un problème épineux – les contraintes exercées par le vent provoquaient des fissures dans le triforium – en inventant l’arc-boutant. C’est alors que l’évêque Waleran accuse publiquement Philip de népotisme et de rupture du vœu de chasteté. Il allègue que Jonathan, l'enfant que Tom le bâtisseur a abandonné et qui a été recueilli et élevé par les moines, devenu maintenant sous-prieuré malgré sa jeunesse, serait le fils illégitime de Philip. Jack fait le lien entre Jonathan et le bébé abandonné de Tom ; Ellen intervient alors et jure devant la cour que Jonathan est le fils de Tom. L’évêque Waleran l’accuse de mentir sous serment, elle l’accuse en retour de parjure ayant causé la mort de son amant, le père de Jack. On apprend alors que Percy Hamleigh, Waleran Bigod, et l’ancien prieur de Kingsbridge, James, ont planifié ensemble l’élimination de Jack Shareburg pour dissimuler le fait que le naufrage de la Blanche-Nef masquait un assassinat organisé par les barons qui, en éliminant le seul héritier mâle direct du roi, voulaient semer le désordre en intronisant un roi qu’ils pourraient facilement contrôler. Sali par ce scandale, Bigod vit le restant de ses jours comme un humble moine.
William Hamleigh, quant à lui, arrive à sa fin. Il rejoint un groupe qui veut assassiner l’archevêque de Canterbury, Thomas Becket. Le prieur Philip se trouve avec Becket quand l’assassinat a lieu. Témoin de la scène, il profite des sentiments de rage et d’injustice éprouvés par la population et lui-même pour conduire une "croisade" contre les "barbares qui ont commis ce crime horrible", élevant Becket au rang de saint et de martyr. Hamleigh est arrêté par le fils d’Aliena qui lui a succédé comme comte de Shiring, accusé de sacrilège, jugé et pendu pour avoir porté la main sur un prêtre, primat d'Angleterre et de plus dans sa cathédrale. Le Pape jette l’interdit sur les possessions normandes d’Henri, jusqu'à ce que le roi Henri se repente et soit symboliquement flagellé par les évêques d'Angleterre, dont Philip (devenu évêque de Kingsbridge). À la fin, l’auteur conclut qu’avec la soumission du roi à cette humiliation, l’autorité royale n’est plus absolue.

### Schéma narratif
Au cours du récit, le narrateur omniscient suit à tour de rôle les personnages suivants (dans l'ordre d'apparition) : Tom, Philip, William, Jack et Aliéna.
Trois événements principaux initient les intrigues.
- La construction de la cathédrale de Kingsbridge, un enjeu économique et politique très important : elle donnerait à la ville de Kingsbridge un prestige (et par là-même une prospérité) considérable. Elle est pour cela voulue par le prieur Philip, qui affrontera avec détermination tous les obstacles financiers, matériels et politiques. C'est aussi la passion du bâtisseur Tom, et plus tard celle du fils d'Ellen, Jack. Or, l'évêque Waleran voit d'un mauvais œil cette puissance naissante susceptible d'échapper à son contrôle et de lui faire de l'ombre ; en cela ses intérêts convergent avec ceux de William Hamleigh, fou de rage à l'idée de voir Kingsbridge acquérir une importance économique qui ne pourrait que nuire à ses intérêts.
- Les ambitions d'une famille de petite noblesse, les Hamleigh, pour la possession du prospère comté voisin de Shiring (au départ gouverné par le comte Bartholomew). Suivent les manœuvres de cette famille, opposée aux héritiers légitimes Aliena et Richard pour acquérir (ou conserver) le contrôle de ces terres.
- Survient ensuite la guerre civile, entre les deux héritiers Etienne et Mathilde, qui dresse de nouveaux obstacles et exacerbe les tensions dans la région. Car les protagonistes se retrouvent embarqués dans ce conflit, et se disputent la bienveillance du camp qu'ils soutiennent.

On peut ainsi relever deux camps principaux :
- Celui du prieur Philip, des héritiers Aliena et Richard et de la famille de bâtisseurs (Tom, Jack et Ellen). Il est favorable à la construction de la cathédrale de Kingsbridge et à la reconnaissance de Richard comme comte de Shiring.
- Celui de l'évêque Waleran et des Hamleigh, qui cherchent (par tous les moyens) à empêcher leurs adversaires d'arriver à leurs fins.

À noter que ces protagonistes ne sont pas réellement affiliés dans la guerre civile, au sens où ils cherchent les faveurs du camp le plus puissant (or chaque côté a tour à tour l'avantage dans cette guerre).

## Personnages

### Personnages principaux

#### Tom le bâtisseur
Un bâtisseur et architecte sans le sou dont le rêve est de construire une cathédrale. Après la mort en couches de son épouse Agnès, il se lie avec Ellen, et prend sous son aile son fils Jack, qui, comme lui, est passionné par l'architecture. Tom le bâtisseur est le père d'Alfred, de Martha et de Jonathan. Il est tué par William Hamleigh dans un raid contre Kingsbridge.

#### Ellen
Elle est fille d'un chevalier. Celui-ci n'ayant pas eu de fils, l'a élevée comme un garçon jusqu'à son adolescence, où il l'a enfermée au couvent. Grâce à cela, et contrairement aux femmes de son époque, elle sait chasser et survivre en forêt mais connaît aussi l'anglais, le français et le latin et sait lire et écrire. Lors d'une mission pour son couvent, elle rencontre et s'éprend de Jack Shareburg, un français travaillant dans un monastère. Elle s'installe dans la forêt et ne rentre jamais à son couvent et finit par avoir un fils de lui, Jack Jackson. Elle vit dans les bois et certains pensent qu'elle est sorcière, car elle a maudit les hommes responsables de l'exécution de son amant. Sa malédiction causera la perte de Percy Hamleigh et de son odieux fils, William, du prieur James et de Waleran Bigod. Elle s'unit plus tard à Tom le bâtisseur, et maudit le mariage d'Aliena et d'Alfred, qui a provoqué le désespoir de son fils Jack, amoureux d'Aliena.

#### Jack Jackson
Aussi connu sous le nom de Jack le bâtisseur. Fils de Jack Shareburg (Jacques Cherbourg) et d'Ellen, il est né et élevé pendant 11 ans dans la forêt par sa mère avant que celle-ci ne s'installe avec Tom le bâtisseur. À ses côtés, il devient un jeune et brillant architecte et maçon. Il aime passionnément Aliena dont il aura un fils et une fille. Il rêve de construire une cathédrale. Fuyant Kingsbridge par désespoir de voir Aliena épouser Alfred, il parcourt l'Europe et, de chantier en chantier, apprend de nouvelles techniques de construction. En Espagne, il apprend les mathématiques, et en France les techniques de l'architecture gothique. Il est maître de la construction de la cathédrale de Kingsbridge, la première cathédrale gothique en Angleterre. Il a hérité de son père un talent pour la poésie et les contes.

#### Aliena
Fille de Bartholomew, comte de Shiring, elle est déshéritée par les manigances de la famille Hamleigh à la mort de son père. Elle trouve dans le commerce de la laine le moyen de gagner sa vie et d'armer son frère Richard. Elle épouse Alfred après sa ruine dans l'incendie de Kingsbridge, mais enfante un fils de Jack. Délaissée par Alfred, elle part à la recherche de Jack, en Espagne et en France. Après leurs retrouvailles, ils rentrent en Angleterre et finissent par se marier. Son frère devenu comte la déçoit par son incompétence. À son départ en croisade, c'est Aliena qui assure la régence et met en place les idées novatrices qu'elle partage avec le prieur Philip. Depuis le début du roman, elle hait William Hamleigh (elle a été violée par lui et son serviteur Walter) et assiste avec soulagement à sa pendaison. Sa fille Sally est une artiste née et son talent inné attire du monde à la cathédrale pour ses vitraux colorés à des fenêtres particulièrement grandes. Le fils qu'Aliena a eu de Jack, Tommy (ainsi nommé en l'honneur de Tom le bâtisseur), devient comte de Shiring à la suite de son frère Richard.

#### Waleran Bigod
Prêtre à l'époque de la pendaison du père de Jack Jackson, puis évêque de Kingsbridge, Waleran est un manipulateur furieusement opposé au Prieur Philip. Il a une foi profonde en Dieu, mais est aveuglé par sa propre ambition et sa haine de Philip et de sa cathédrale. Il complote souvent avec William Hamleigh pour nuire à Tom, Jack, Aliéna et Philip, et est un fin stratège durant toute la guerre civile pour arriver à ses fins. Il perd sa crédibilité après avoir été reconnu coupable d'avoir organisé l'arrestation et la pendaison à tort de Jack Shareburg, seul témoin du meurtre du prince William lors du naufrage de son navire. Puis il est tout à fait destitué de son pouvoir dans son rôle de catalyseur dans le meurtre de l'archevêque de Canterbury, Thomas Becket. Il finit par se repentir et finit sa vie comme un simple moine dans le monastère de Kingsbridge. Cependant, dans la série d'épisodes, il meurt en se jetant du haut de la cathédrale après avoir été démasqué.

#### William Hamleigh
C'est le fils d'un petit seigneur. Il est obsédé par Aliena, qui en refusant de l'épouser, l'a empêché de monter du statut de propriétaire terrien à celui de noble. Il possède un temps le comté de Shiring, mais le perd au profit de Richard, le frère d'Aliena. Il vit pour le pouvoir et la vengeance, mais craint l'enfer, ce qui donne parfois l'avantage à ses ennemis, mais permet aussi à ses proches de le manipuler. À la fin, son ambition le détruit et il meurt pendu pour avoir participé à l'assassinat de Thomas Becket. Au cours du roman, il commet beaucoup de viols, d'assassinats et de trahisons.

#### Richard
C'est le frère d'Aliena, qui promet à son père, alors que celui-ci se trouve sur son lit de mort, de rétablir l'honneur de sa famille et de récupérer ses possessions. Pour cela, il devient chevalier et n'aura de cesse de combattre les exactions de William. En effet, Richard était présent lorsque William a violé sa sœur et celui-ci lui avait même a coupé un morceau d'oreille pour forcer Aliena. Sa sœur fait fortune dans le négoce de laine de mouton et permet ainsi à Richard d'acquérir ses premiers atours de chevalier ainsi qu'un cheval. Richard n'a jamais travaillé de sa vie, s'étant toujours reposé sur la fortune de sa sœur mais il est fin stratège au combat. Il n'arrive pas à bien gérer son comté et refuse l'accès à la carrière au prieuré de Kingsbridge. Surprenant Alfred en train de violer Aliena, il le tue et est poursuivi par William Hamleigh, nommé shérif. Phillip obtient du roi son pardon en lui suggérant de partir en Terre Sainte, réglant ainsi le problème de la carrière et mettant Aliena à la direction du comté, tâche dans laquelle elle est bien plus compétente que son frère. Il meurt en Terre Sainte 15 ans après son départ.

#### Le prieur Philip
Moine ingénieux et dévoué, Philip rêve de développer Kingsbridge. Il devient le dirigeant bienveillant de la ville, allouant les ressources, organisant le commerce, résolvant les disputes et rendant justice, la plupart du temps sans avoir recours à la force. Sa rigueur morale peut parfois excéder certains personnages sympathiques du livre, mais il est dénué de méchanceté. Il ne désespère jamais de construire sa cathédrale et trouve toujours une solution. Il déjoue aussi les plans de l'évêque Waleran Bigod et de la famille Hamleigh. À la fin du roman, il devient évêque de Kingsbridge. Selon Aliena, sa capacité de pardon est surhumaine.

### Personnages secondaires

#### Alfred
Fils de Tom le bâtisseur, il suit les traces de son père et devient maçon à son tour. Devenu maître bâtisseur de la cathédrale de Kingsbridge, l'édifice en cours de construction s’effondre en plein office. Son mariage malheureux avec Aliena n'est qu'un calcul visant à s'en prendre à Jack, avec qui les relations sont depuis leur rencontre source de tensions et de querelles. Être vil et malsain, il est finalement tué par Richard alors qu'il s'apprêtait à violer Aliena, officiellement sa femme mais en concubinage notoire depuis de nombreuses années avec Jack.

#### Regan Hamleigh
Femme de Percy Hamleigh et mère de William, elle est décrite comme très colérique et de physique ingrat. Mais elle est rusée et intelligente et c'est elle qui régit la famille Hamleigh pour guider leur ascension vers la noblesse.

#### Rashid Alharoun
Ami de Jack à Tolède, c'est un marchand arabe chrétien, qui présente Jack à de nombreux savants, scientifiques et mathématiciens (qui traduisent Euclide de l'arabe en latin). Jack est tenté d'épouser sa fille, mais ne parvient pas à oublier Aliena et décide qu'il préfère bâtir une cathédrale à Kingsbridge que des maisons de marchands à Tolède. Il continue donc son voyage et retrouvera bientôt Aliena partie à sa recherche.

#### Frère Cuthbert Tête-Blanche
C'est le cellérier du prieuré de Kingsbridge, et un allié précoce de Philip dès son arrivée au prieuré.

#### Francis de Gwynedd
C'est le frère de Philip. Devenus orphelins à six ans après l'assassinat de leurs parents par des soldats d'Henri Ier, ils sont élevés par les moines. Il choisit de devenir prêtre diocésain plutôt que moine affilié à un ordre religieux. Il devient le secrétaire de Robert de Gloucester, puis de Mathilde l'Emperesse (l'impératrice Maud dans l'histoire), et enfin du roi Henri II. Plus mondain que Philip, il sauve son frère qui a été fait prisonnier lors d'une bataille, et lui donne de précieuses informations politiques.

#### Frère Johnny «huit pence»
Un moine simple d'esprit, mais plein de ressources qui nourrit le bébé Jonathan en trempant un bout de tissu dans du lait. Cet acte convainc Philip de faire venir Johnny à Kingsbridge pour l'aider à élever Jonathan.

#### Frère Milius
Ancien cuisinier du prieuré de Kingsbridge, et plus tard trésorier, responsable des comptes du prieuré, c'est aussi un allié précoce de Philip qu'il aide à devenir prieur, puis à diriger le prieuré.

#### Frère Remigius
Sous-prieur de Kingsbridge du temps du prieur James, il tente de se faire élire prieur à la mort de celui-ci. La venue de Philip ruine son projet. Philip est élu et en fait cependant son sous-prieur. Remigius s'allie à l'évêque Waleran Bigod. Après avoir quitté le prieuré, puis déçu Waleran, il est déchu, contraint de mendier jusqu'à ce que Philip le recueille au monastère comme simple moine. Son témoignage en faveur de Philip à son procès aide à blanchir le prieur des accusations portées contre lui, car il avait entendu la dernière confession du prieur James au sujet de la machination orchestrée contre Jack Shareburg.

#### Frère Jonathan
Fils de Tom le Bâtisseur et de sa première femme Agnès. Philip le traite comme son fils jusqu'à ce que Jonathan découvre ses origines pendant le procès accusant Philip d'être son père légitime.

#### Sally
Fille de Jack et d'Aliena. Elle suit les pas de Jack et devient artisan, travaille sur le chantier de la cathédrale de Kingsbridge où elle dessine et fabrique les vitraux.

#### Jack Shareburg
Jongleur de profession, c'est le seul survivant du naufrage de la Blanche-Nef. Il est l'amant d'Ellen et le père de son fils, Jack Jackson. Il est pendu dans le prologue.

#### Tommy
Plus tard appelé Thomas. C'est le fils de Jack et d'Aliena. S'il n'a pas le don de bâtisseur de son père, il est en revanche doué pour l'administration et le commandement. Il devient comte de Shiring et ordonne la pendaison de William pour avoir participé à l'assassinat de l'archevêque de Canterbury.

#### Walter
C'est le sbire de William Hamleigh. Il l'accompagne dans la majeure partie du roman, tenant une part active dans ses turpitudes. Il participe à l'agression contre Aliena et Richard. Après que William a violé Aliena, il abuse d'elle, encouragé en cela par William, qui suit son exemple de violence.

## Dédicace
Ken Follett a dédié son roman à sa fille Marie-Claire Follett, actrice, chanteuse et présentatrice, dans les termes suivants :

« Pour Marie-Claire, la prunelle de mes yeux »

« To Marie-Claire, the apple of my eye »

## Invraisemblances historiques
Le lecteur découvre à la fin que le patronyme fictif Shareburg porté par l'unique survivant du naufrage de la Blanche-Nef résulte de l'anglicisation de Cherbourg, ce qui est invraisemblable, puisque les attestations du nom de la ville tant en vieil anglais, qu'en moyen anglais sont du type Kiæres burh (copie 1121) ou Kiæresburh de 1091 (Anglo-Saxon chronicle, rapportée par Maurits Gysseling),, Cheresborc en 1195 (Stapleton) ; Chirburgh au XIVe siècle (forme récurrente pendant la guerre de cent ans) et conformes à la prononciation normande traditionnelle du nom de la ville avec l'affriquée [tʃ] à l'initiale. La prononciation française Cher- [ʃer-] est apparue à la fin du XVe siècle et adaptée en anglais tardivement sous la forme Shearburg et n'est relevée sur une carte britannique qu'en 1663.
Le naufrage de la Blanche Nef est bien documenté, car il a entraîné la mort de l'héritier du trône d'Angleterre, Guillaume Adelin, et d'environ 140 barons et de dames de haut lignage. Le navire s'est écrasé sur les récifs du Raz de Barfleur, le prince voulant couper au plus court pour rattraper le bateau de son père, parti un peu auparavant. Il n'y a donc pas eu complot d'Étienne de Blois pour éliminer Guillaume Adelin (la sœur d'Étienne, Mathilde, a également péri dans le naufrage). L'accident a eu lieu le 24 ou le 25 novembre, Jack Shareburg, rescapé, nage jusqu'à la côte, où il est capturé par un des conjurés qui l'envoie ou l'emmène en Angleterre. À cette saison il parait difficile de nager longtemps dans la mer.

## Éditions
Édition britannique originale
- Ken Follett, The Pillars of the Earth, éditions Macmillan, Londres, 1989  (ISBN 0333519833).

Édition électronique
- Ken Follett, The Pillars of the Earth, éditions Signet et Amazon, 2010  (ISBN 0451225244).

Édition française originale
Scindée en deux volumes parus simultanément.
- Ken Follett, Les Piliers de la Terre : 1. Ellen (traduit de l'anglais par Jean Rosenthal ; illustrations de Petra Röhr-Rouendaal), éditions Stock, Paris, 1990, 489 p.  (ISBN 2-234-02262-2) (BNF 35081932).
- Ken Follett, Les Piliers de la Terre : 2. Aliena (traduit de l'anglais par Jean Rosenthal ; illustrations de Petra Röhr-Rouendaal), éditions Stock, Paris, 1990, 606 p.  (ISBN 2-2340226-30) (BNF 35087110).

Livre audio en français
Scindé en deux coffrets parus à deux mois d'intervalle, et reprenant la division de la parution chez Stock en 1990.
- Ken Follett (auteur), Jean Rosenthal (traducteur), Véronique Groux de Miéri (narratrice) et Jean-Marc Galéra (narrateur), Les Piliers de la Terre : 1, Ellen [« The Pillars of the Earth »], La Roque-sur-Pernes, Éditions VDB, 24 juillet 2009 (ISBN 978-2-84694-736-7, BNF 41472177)Support : 2 disques compacts audio MP3 ; durée : 20 h 27 min environ ; référence éditeur : Livres audio VDB MP3/189.
- Ken Follett (auteur), Jean Rosenthal (traducteur), Véronique Groux de Miéri (narratrice) et Jean-Marc Galéra (narrateur), Les Piliers de la Terre : 2, Aliena [« The Pillars of the Earth »], La Roque-sur-Pernes, Éditions VDB, 7 septembre 2009 (ISBN 978-2-84694-767-1, BNF 42016525)Support : 3 disques compacts audio MP3 ; durée : 26 h 10 min environ ; référence éditeur : Livres audio VDB MP3/198.

## Autour du livre
- Selon la préface inédite de l'auteur Ken Follett lors de la réédition du livre parue en 2014, le livre aurait été refusé dans un premier temps par les éditeurs espagnols, à cause de la longueur de l'ouvrage, avant d'être finalement repéré par un autre éditeur, et de devenir un grand succès en Espagne.
- Toujours selon cette même préface, en Allemagne, Les Piliers de la Terre est resté sur la liste des meilleures ventes jusqu'à six années consécutives.

## Adaptations
- Le roman a été adapté sous forme de jeu de société en 2006 par Michael Rieneck (de) et Stefan Stadler (de)[5].
- Un feuilleton télévisé Les Piliers de la Terre a été réalisé, avec Matthew Macfadyen, Rufus Sewell, Ian McShane, Eddie Redmayne, Hayley Atwell entre autres. Il a été diffusé en France sur Canal+ du 9 décembre 2010 au 30 décembre 2010 et sur France 3 du 18 mars 2012 au 1er avril 2012 ainsi que sur la no 23 en septembre / octobre 2016[6].
- Un jeu vidéo du genre point and click, Les Piliers de la Terre, développé par Daedalic Entertainment est sorti sur PC, Playstation 4 et Xbox One en 2017, iOS en 2018, Amazon Luna en 2020, et Nintendo Switch en 2023[7].
- Le dessinateur Steven Dupré et le scénariste Alcante livrent une adaptation en bande dessinée. La série est prévue en six volumes, dont le premier paraît en 2023 chez Glénat[8].